# Chactún
Chactún is een in 2013 door een Sloveens onderzoeksteam onder leiding van Ivan Sprajc ontdekte Mayavindplaats in het biosfeerreservaat Calakmul in de Mexicaanse deelstaat Campeche. De vindplaats bevindt zich nabij de plaats Xpujil.
De naam Chactun betekent in Mayataal 'rode rots' en had haar hoogtepunt in 600 tot 900.